# Lampria clavipes
Lampria clavipes là một loài ruồi trong họ Asilidae. Lampria clavipes được Fabricius miêu tả năm 1805. Loài này phân bố ở vùng Tân nhiệt đới.